# کمپین عهد خون
کمپین عهد خون یک کمپین جمع‌آوری نقدینگی برای پاداش قاتل دونالد ترامپ رئیس جمهور ایالات متحده است. این کمپین در جواب تهدید ترامپ به ترور رهبر جمهوری اسلامی ایران سید علی خامنه‌ای ایجاد شده است.

## زمینه

### انتقام سخت
در شامگاه ۱۳ دی ۱۳۹۸، ایالات متحده آمریکا در عملیات آذرخش کبود هماهنگ با رئیس جمهور دونالد ترامپ قاسم سلیمانی رئیس سپاه قدس و چند نفر از همراهان وی از جمله ابومهدی المهندس را ترور کرد. این واقعه باعث بروز واکنش‌هایی گسترده در ایران شد. سید علی خامنه ای رهبر ایران خواستار انتقام سخت از آمریکا شد؛ و حسن روحانی رئیس جمهور وقت ایران در زمان حادثه و همچنین سید ابراهیم رئیسی، رئیس جمهور پس از او نیز از قصاص و محاکمه ترامپ سخن گفته است.

### تلاش‌های ناموفق برای ترور ترامپ
در جریان کارزار تبلیغاتی ترامپ برای انتخابات ریاست‌جمهوری ۲۰۲۴ آمریکا، وی دو مرتبه مورد سوءقصد قرار گرفت که از هر دو بار جان سالم به در برد، برخی رسانه‌ها و افراد مدعی دخالت ایران در این ترورها بوده اند در حالی که مقامات ایران صریحا این ادعا را رد کرده اند.

### جنگ ایران و اسرائیل
دونالد ترامپ در جریان جنگ ایران و اسرائیل اعلام کرد که از مکان رهبر ایران علی خامنه ای باخبر است و هر آن که اراده کند توانایی ترور او را دارد. در پی فتوای مکارم شیرازی تهدید کنندگان جان رهبر به عنوان محارب شناخته شدند.

## راه‌اندازی
به گزارش خبرگزاری فارس، در ۱۳ تیر ۱۴۰۴ جنبشی با عنوان «عهد خون» با انتشار بیانیه‌ای، از هیئات مذهبی و عزاداران حسینی در ایران و سایر کشورها دعوت کرد تا با برگزاری تجمعات و اقدامات رسانه‌ای، حمایت خود را از سید علی خامنه‌ای، رهبر جمهوری اسلامی ایران اعلام کنند. در این بیانیه، با استناد به فتاوای برخی مراجع تقلید، تهدیدات اخیر را مصداق محاربه دانسته و خواستار اجرای احکام اسلامی علیه چهره‌هایی چون دونالد ترامپ و بنیامین نتانیاهو شده است.
بنیاد دفاع از دموکراسی‌ها گفت که فرد ایجادکننده و پشت این کمپین «حسین عباسی‌فر» است.

## استقبال
تا ۱۴ تیر ۱۴۰۴، به ادعای گردانندگان کمپین مبلغ ۱۸ میلیون دلار جمع آوری شده است. رسانیوز، خبرگزاری حوزه علمیه ادعا کرد که تا کنون در دنیا بیشترین مبلغی که برای کشتن یک فرد تعیین شده ۱۰ میلیون دلار بوده و این پویش رکورد جهانی تعیین جایزه در این زمینه را شکسته است. در ۱۷ تیر، مبلغ جمع‌آوری شده به ۲۷ میلیون دلار رسید و در ۲۱ تیر، از ۴۰ میلیون دلار فراتر رفت.
دسته‌های راهپیمایی در برخی شهرها مانند یزد، قم و تهران برای حمایت از این جنبش برگزار شد.
مدیرکل سازمان تبلیغات اسلامی آذربایجان غربی طی سخنانی برای عزاداران حسینی در روز عاشورا گفت: به کسی که سر ترامپ را بیاورد، ۱۰۰ میلیارد جایزه می‌دهیم. علی مرادخانی، مدیر روابط عمومی سازمان تبلیغات اسلامی در پیامی در شبکه اجتماعی ایکس نوشت: ‌با نهایت احترام قلبی به احساسات ضد استکباری مردم نازنین ایران و آرزوی قلبی شنیدن خبر مرگ قاتل حاج قاسم، باید به اطلاع‌تان برسانم سازمان تبلیغات اسلامی برنامه‌ای برای تعیین جایزه و چیزهایی ازین دست که در فضای مجازی دست به دست می‌شود ندارد.
برخی افراد نسبت به ترور ترامپ و ایجاد هزینه برای مردم ابراز نگرانی کردند که کیهان در واکنشی تند آنها را وکیل مدافع ترامپ خواند.